# Liste von Terroranschlägen in Spanien
Die Liste von Terroranschlägen in Spanien beinhaltet eine Übersicht über in Spanien verübte Terroranschläge.

## Erläuterung
In der Spalte Politische Ausrichtung ist die politische bzw. weltanschauliche Einordnung der Täter angegeben: faschistisch, rassistisch, nationalistisch, nationalsozialistisch, sozialistisch, kommunistisch, antiimperialistisch, islamistisch (schiitisch, sunnitisch, deobandisch, salafistisch, wahhabitisch), hinduistisch. Bei vorrangig auf staatliche Unabhängigkeit oder Autonomie zielender Ausrichtung ist autonomistisch vorangestellt, gefolgt von der Region oder der Volksgruppe und ggf. weiteren Merkmalen der Täter: armenisch, irisch (katholisch), kurdisch, tirolisch, tschetschenisch, dagestanisch, punjabisch (sikhistisch), palästinensisch.
Die Opferzahlen der Anschläge werden farbig dargestellt:

Die Zahl bei den Anschlägen getöteter/verletzter Täter ist in Klammern ( ) gesetzt.

## 1974
| Datum/Beginn       | Ort    | Artikel/Quelle(n) | Täter | Politische Ausrichtung                   | Mittel      | Ziel                        | Tote | Verletzte | Hintergrund               |
| ------------------ | ------ | ----------------- | ----- | ---------------------------------------- | ----------- | --------------------------- | ---- | --------- | ------------------------- |
| 13. September 1974 | Madrid | [ 1 ]             | ETA   | autonomistisch, baskisch-nationalistisch | Sprengstoff | Polizeibeamte in einem Café | 13   | 77        | Bürgerkrieg im Baskenland |

## 1976
| Datum/Beginn      | Ort     | Artikel/Quelle(n) | Täter                                                 | Politische Ausrichtung              | Mittel                   | Ziel                         | Tote | Verletzte | Hintergrund |
| ----------------- | ------- | ----------------- | ----------------------------------------------------- | ----------------------------------- | ------------------------ | ---------------------------- | ---- | --------- | ----------- |
| 09. Mai 1976      | Navarra |                   | Warriors of Christ the King                           | neofaschistisch                     | Schusswaffe(n)           | Mitglieder der Carlist Party | 2    | 3         |             |
| 01. Oktober 1976  | Madrid  | [ 2 ]             | Grupos de Resistencia Antifascista Primero de Octubre | kommunistisch                       | Automatische Schusswaffe | Polizisten                   | 4    | 0         |             |
| 27. Oktober 1976  | Madrid  | [ 3 ]             | Frente Polisario                                      | nationalistisch, sozialdemokratisch | Sprengstoff              | Marokkanische Botschaft      | 0    | 4         |             |
| 20. Dezember 1976 | Madrid  | [ 4 ]             | Grupos de Resistencia Antifascista Primero de Octubre | kommunistisch                       | Pistolen                 | Hispano-Amerikanische Bank   | 1    | 0         |             |
| 23. Dezember 1976 | Madrid  | [ 5 ]             | Military Council for the True Liberation of Albania   |                                     | Rakete                   | Albanische Botschaft         | 0    | 0         |             |
| 24. Dezember 1976 | Madrid  | [ 6 ]             | AGEL                                                  |                                     | Sprengstoff              | Synagoge                     | 0    | 0         |             |

## 1977
| Datum/Beginn       | Ort               | Artikel/Quelle(n)  | Täter                           | Politische Ausrichtung                        | Mittel       | Ziel            | Tote | Verletzte | Hintergrund |
| ------------------ | ----------------- | ------------------ | ------------------------------- | --------------------------------------------- | ------------ | --------------- | ---- | --------- | ----------- |
| 24. Januar 1977    | Atocha            | Blutbad von Atocha | Neofaschisten                   | nationalistisch, faschistisch                 | Schusswaffen | Gebäude         | 5    | 4         |             |
| 27. März 1977      | Kanarische Inseln |                    | MPAIAC                          | autonomistisch-kanarisch, antiimperialistisch | Sprengsatz   | Flughafen       | 0    | 7         |             |
| 20. September 1977 | Madrid            | [ 7 ]              | Alianza Anticomunista Argentina | rechtsextremistisch                           | Sprengstoff  | Zeitungsgebäude | 1    | 16        |             |
| 20. September 1977 | Barcelona         | [ 8 ]              | Alianza Anticomunista Argentina | rechtsextremistisch                           | Sprengstoff  | Zeitungsgebäude | 1    | 16        |             |

## 1978
| Datum/Beginn  | Ort    | Artikel/Quelle(n) | Täter | Politische Ausrichtung                                             | Mittel      | Ziel          | Tote | Verletzte | Hintergrund         |
| ------------- | ------ | ----------------- | ----- | ------------------------------------------------------------------ | ----------- | ------------- | ---- | --------- | ------------------- |
| 17. März 1978 | Bilbao | [ 9 ] [ 10 ]      | ETA   | autonomistisch, baskisch-nationalistisch, marxistisch-leninistisch | Sprengstoff | Kernkraftwerk | 4    | 24        | Baskischer Konflikt |

## 1979
| Datum/Beginn  | Ort    | Artikel/Quelle(n)    | Täter | Politische Ausrichtung                                                              | Mittel        | Ziel                                                                      | Tote | Verletzte | Hintergrund               |
| ------------- | ------ | -------------------- | ----- | ----------------------------------------------------------------------------------- | ------------- | ------------------------------------------------------------------------- | ---- | --------- | ------------------------- |
| 26. Mai 1979  | Madrid | [ 11 ]               | GRAPO | marxistisch-leninistisch, anti-revisionistisch, republikanisch, antiimperialistisch | Sprengstoff   | Café                                                                      | 8    | 39        |                           |
| 28. Juli 1979 | Madrid | [ 12 ] [ 13 ] [ 14 ] | ETA   | autonomistisch, baskisch-nationalistisch                                            | 3 Sprengsätze | Flughafen Madrid-Barajas, Bahnhof Madrid Atocha, Bahnhof Madrid Chamartín | 6    | 109       | Bürgerkrieg im Baskenland |

## 1980
| Datum/Beginn       | Ort        | Artikel/Quelle(n) | Täter                    | Politische Ausrichtung                                             | Mittel                  | Ziel                                       | Tote              | Verletzte | Hintergrund         |
| ------------------ | ---------- | ----------------- | ------------------------ | ------------------------------------------------------------------ | ----------------------- | ------------------------------------------ | ----------------- | --------- | ------------------- |
| 17. Januar 1980    | Alonsotegi |                   | Grupos Armados Españoles | faschistisch, nationalistisch                                      | Sprengstoff             | Bar                                        | 4                 | 10        | ETA-Konflikt        |
| 01. Februar 1980   | Ispaster   |                   | ETA                      | autonomistisch, baskisch-nationalistisch                           | Granate, Schusswaffe(n) | Guardia-Civil-Beamte                       | 6 (+ 2 Angreifer) | 0         | ETA-Konflikt        |
| 13. Juli 1980      | Orio       |                   | ETA                      | autonomistisch, baskisch-nationalistisch                           | Schusswaffe(n)          | Guardia-Civil-Beamte                       | 2 (+ 2 Angreifer) | 3         | ETA-Konflikt        |
| 22. Juli 1980      | Logroño    | [ 15 ]            | ETA                      | autonomistisch, baskisch-nationalistisch, marxistisch-leninistisch | Sprengstoff             | Polizeikonvoi                              | 1                 | 34        | Baskischer Konflikt |
| 20. September 1980 | Bizkaia    |                   | ETA                      | autonomistisch, baskisch-nationalistisch                           | Schusswaffe(n)          | Guardia-Civil-Beamte                       | 4                 | 0         | ETA-Konflikt        |
| 20. November 1980  | Zarautz    |                   | ETA                      | autonomistisch, baskisch-nationalistisch                           | Maschinengewehre        | Guardia-Civil-Beamte und Zivilisten in Bar | 5                 | 5         | ETA-Konflikt        |

## 1982
| Datum/Beginn       | Ort        | Artikel/Quelle(n) | Täter | Politische Ausrichtung                   | Mittel         | Ziel                 | Tote | Verletzte | Hintergrund  |
| ------------------ | ---------- | ----------------- | ----- | ---------------------------------------- | -------------- | -------------------- | ---- | --------- | ------------ |
| 14. September 1982 | Errenteria |                   | ETA   | autonomistisch, baskisch-nationalistisch | Schusswaffe(n) | Guardia-Civil-Beamte | 4    | 1         | ETA-Konflikt |

## 1985
| Datum/Beginn   | Ort    | Artikel/Quelle(n) | Täter                | Politische Ausrichtung                                                                       | Mittel      | Ziel                          | Tote | Verletzte | Hintergrund |
| -------------- | ------ | ----------------- | -------------------- | -------------------------------------------------------------------------------------------- | ----------- | ----------------------------- | ---- | --------- | ----------- |
| 12. April 1985 | Madrid | [ 16 ]            | Hisbollah            | islamisch-nationalistisch, antizionistisch, antiimperialistisch, antiwestlich, antisemitisch | Sprengstoff | Restaurant                    | 18   | 82        |             |
| 01. Juli 1985  | Madrid | [ 17 ]            | vermutlich Hisbollah | islamisch-nationalistisch, antizionistisch, antiimperialistisch, antiwestlich, antisemitisch | Sprengstoff | Flughafen, Fahrkartenschalter | 1    | 27        |             |

## 1986
| Datum/Beginn      | Ort    | Artikel/Quelle(n) | Täter | Politische Ausrichtung                   | Mittel    | Ziel       | Tote | Verletzte | Hintergrund  |
| ----------------- | ------ | ----------------- | ----- | ---------------------------------------- | --------- | ---------- | ---- | --------- | ------------ |
| 14. Juli 1986     | Madrid | [ 18 ]            | ETA   | autonomistisch, baskisch-nationalistisch | Autobombe | Polizeibus | 9    | 40        | ETA-Konflikt |
| 18. Dezember 1986 | Madrid | [ 19 ]            | ETA   | autonomistisch, baskisch-nationalistisch |           |            | 0    | 28        | ETA-Konflikt |

## 1987
| Datum/Beginn      | Ort       | Artikel/Quelle(n) | Täter                             | Politische Ausrichtung                                         | Mittel    | Ziel                                        | Tote | Verletzte | Hintergrund  |
| ----------------- | --------- | ----------------- | --------------------------------- | -------------------------------------------------------------- | --------- | ------------------------------------------- | ---- | --------- | ------------ |
| 26. Januar 1987   | Saragossa | [ 20 ]            | vermutlich Baskische Separatisten | autonomistisch                                                 | Autobombe | Militärkonvoi                               | 3    | 36        | ETA-Konflikt |
| 27. März 1987     | Barcelona | [ 21 ]            | Katalanische Rote Befreiungsarmee | katalanisch-autonomistisch, kommunistisch                      | Autobombe | Zivilisten                                  | 1    | 15        |              |
| 19. Juni 1987     | Barcelona | [ 22 ]            | ETA                               | autonomistisch, baskisch-nationalistisch                       | Autobombe | Einkaufszentrum                             | 21   | 45        | ETA-Konflikt |
| 11. Dezember 1987 | Saragossa | [ 23 ]            | ETA                               | autonomistisch, baskisch-nationalistisch                       | Autobombe | Guarda-Civil-Kaserne                        | 11   | 88        | ETA-Konflikt |
| 27. Dezember 1987 | Barcelona | [ 24 ] [ 25 ]     | Catalan Red Liberation Army       | katalanisch-autonomistisch, antiimperialistisch, kommunistisch | Granate   | Bar (Teil der United Service Organizations) | 1    | 9         |              |

## 1988
| Datum/Beginn      | Ort    | Artikel/Quelle(n) | Täter                 | Politische Ausrichtung                   | Mittel    | Ziel           | Tote | Verletzte | Hintergrund |
| ----------------- | ------ | ----------------- | --------------------- | ---------------------------------------- | --------- | -------------- | ---- | --------- | ----------- |
| 22. November 1988 | Madrid | [ 26 ]            | Euskadi Ta Askatasuna | autonomistisch, baskisch-nationalistisch | Autobombe | Polizeigebäude | 2    | 45        |             |

## 1990
| Datum/Beginn     | Ort                    | Artikel/Quelle(n) | Täter          | Politische Ausrichtung                   | Mittel      | Ziel           | Tote | Verletzte | Hintergrund  |
| ---------------- | ---------------------- | ----------------- | -------------- | ---------------------------------------- | ----------- | -------------- | ---- | --------- | ------------ |
| 17. August 1990  | Burgos                 | [ 27 ]            | vermutlich ETA | autonomistisch, baskisch-nationalistisch | Autobombe   | Polizeistation | 0    | 20        | ETA-Konflikt |
| 11. Oktober 1990 | Santiago de Compostela | [ 28 ]            | EGPGC          | autonomistisch-galicisch                 | Sprengstoff | Diskothek      | 3    | 40        |              |

## 1991
| Datum/Beginn       | Ort      | Artikel/Quelle(n) | Täter | Politische Ausrichtung                   | Mittel    | Ziel                 | Tote | Verletzte | Hintergrund  |
| ------------------ | -------- | ----------------- | ----- | ---------------------------------------- | --------- | -------------------- | ---- | --------- | ------------ |
| 29. Mai 1991       | Vic      | [ 29 ]            | ETA   | autonomistisch, baskisch-nationalistisch | Autobombe | Guarda-Civil-Kaserne | 9    | 50        | ETA-Konflikt |
| 16. September 1991 | Mutxamel | [ 30 ]            | ETA   | autonomistisch, baskisch-nationalistisch | Autobombe | Kaserne              | 3    | 30        | ETA-Konflikt |

## 1992
| Datum/Beginn     | Ort       | Artikel/Quelle(n) | Täter | Politische Ausrichtung                   | Mittel      | Ziel            | Tote | Verletzte | Hintergrund  |
| ---------------- | --------- | ----------------- | ----- | ---------------------------------------- | ----------- | --------------- | ---- | --------- | ------------ |
| 19. Februar 1992 | Santander | [ 31 ]            | ETA   | autonomistisch, baskisch-nationalistisch | Sprengstoff | Polizeifahrzeug | 2    | 21        | ETA-Konflikt |

## 1993
| Datum/Beginn  | Ort    | Artikel/Quelle(n) | Täter | Politische Ausrichtung                   | Mittel       | Ziel                        | Tote | Verletzte | Hintergrund  |
| ------------- | ------ | ----------------- | ----- | ---------------------------------------- | ------------ | --------------------------- | ---- | --------- | ------------ |
| 21. Juni 1993 | Madrid | [ 32 ]            | ETA   | autonomistisch, baskisch-nationalistisch | 2 Autobomben | Militärkonvoi, US-Botschaft | 7    | 29        | ETA-Konflikt |

## 1995
| Datum/Beginn      | Ort    | Artikel/Quelle(n) | Täter | Politische Ausrichtung                                             | Mittel      | Ziel            | Tote | Verletzte | Hintergrund         |
| ----------------- | ------ | ----------------- | ----- | ------------------------------------------------------------------ | ----------- | --------------- | ---- | --------- | ------------------- |
| 17. August 1995   | Arnedo | [ 33 ]            | ETA   | autonomistisch, baskisch-nationalistisch, marxistisch-leninistisch | Sprengstoff | Polizeikaserne  | 0    | 40        | Baskischer Konflikt |
| 11. Dezember 1995 | Madrid |                   | ETA   | autonomistisch, baskisch-nationalistisch                           | Autobombe   | Militärfahrzeug | 6    | 19        | ETA-Konflikt        |

## 1997
| Datum/Beginn       | Ort                    | Artikel/Quelle(n) | Täter          | Politische Ausrichtung                                             | Mittel        | Ziel            | Tote | Verletzte | Hintergrund         |
| ------------------ | ---------------------- | ----------------- | -------------- | ------------------------------------------------------------------ | ------------- | --------------- | ---- | --------- | ------------------- |
| 03. Mai 1997       | Zierbena               | [ 34 ]            |                |                                                                    | Schusswaffe   | Polizist        | 1    | 0         | Baskischer Konflikt |
| 21. Juli 1997      | Oviedo                 | [ 35 ]            |                |                                                                    | Panzerfaust   | Polizeistation  | 0    | 1         | Baskischer Konflikt |
| 05. September 1997 | Basauri                | [ 36 ]            | vermutlich ETA | autonomistisch, baskisch-nationalistisch, marxistisch-leninistisch | Autobombe     | Polizeifahrzeug | 1    | 0         | Baskischer Konflikt |
| 11. Oktober 1997   | Donostia-San Sebastián | [ 37 ]            |                |                                                                    | Autobombe     | Polizei         | 0    | 3         | Baskischer Konflikt |
| 12. Oktober 1997   | Bilbao                 | [ 38 ]            |                |                                                                    | Brandstiftung | Polizei         | 0    | 2         | Baskischer Konflikt |

## 1998
| Datum/Beginn      | Ort      | Artikel/Quelle(n) | Täter          | Politische Ausrichtung                                             | Mittel     | Ziel    | Tote | Verletzte | Hintergrund         |
| ----------------- | -------- | ----------------- | -------------- | ------------------------------------------------------------------ | ---------- | ------- | ---- | --------- | ------------------- |
| 10. Dezember 1998 | Pamplona | [ 39 ]            | vermutlich ETA | autonomistisch, baskisch-nationalistisch, marxistisch-leninistisch | Sprengsatz | Gebäude | 0    | 5         | Baskischer Konflikt |

## 1999
| Datum/Beginn    | Ort   | Artikel/Quelle(n) | Täter          | Politische Ausrichtung                                             | Mittel          | Ziel     | Tote | Verletzte | Hintergrund         |
| --------------- | ----- | ----------------- | -------------- | ------------------------------------------------------------------ | --------------- | -------- | ---- | --------- | ------------------- |
| 10. Januar 1999 | Eibar | [ 40 ]            | vermutlich ETA | autonomistisch, baskisch-nationalistisch, marxistisch-leninistisch | Molotowcocktail | Polizist | 0    | 1         | Baskischer Konflikt |

## 2000
| Datum/Beginn       | Ort                    | Artikel/Quelle(n) | Täter            | Politische Ausrichtung                                                              | Mittel                   | Ziel                       | Tote | Verletzte | Hintergrund  |
| ------------------ | ---------------------- | ----------------- | ---------------- | ----------------------------------------------------------------------------------- | ------------------------ | -------------------------- | ---- | --------- | ------------ |
| 01. Januar 2000    | Galdakao               | [ 41 ]            |                  |                                                                                     | Brandbomben              | Polizeikaserne             | 0    | 1         | ETA-Konflikt |
| 21. Januar 2000    | Madrid                 | [ 42 ]            | ETA              | autonomistisch, baskisch-nationalistisch, marxistisch-leninistisch                  | Autobombe                | Zivilisten                 | 1    | 2         | ETA-Konflikt |
| 06. März 2000      | Donostia-San Sebastián | [ 43 ]            | vermutlich ETA   | autonomistisch, baskisch-nationalistisch                                            | Autobombe                | Polizeistreife             | 0    | 7         | ETA-Konflikt |
| 08. Mai 2000       | Vigo                   | [ 44 ]            | vermutlich GRAPO | marxistisch-leninistisch, anti-revisionistisch, republikanisch, antiimperialistisch | Sprengsatz, Schusswaffen | Gepanzertes Firmenfahrzeug | 2    | 4         |              |
| 04. Juni 2000      | Durango                | [ 45 ]            | ETA              | autonomistisch, baskisch-nationalistisch, marxistisch-leninistisch                  | Schusswaffe              | Politiker                  | 1    | 0         | ETA-Konflikt |
| 25. Juni 2000      | Getxo                  | [ 46 ]            | ETA              | autonomistisch, baskisch-nationalistisch, marxistisch-leninistisch                  | Autobombe                | Zivilisten                 | 0    | 4         | ETA-Konflikt |
| 12. Juli 2000      | Madrid                 | [ 47 ]            | ETA              | autonomistisch, baskisch-nationalistisch, marxistisch-leninistisch                  | Autobombe                | Stadtzentrum               | 0    | 8         | ETA-Konflikt |
| 16. Juli 2000      | Ágreda                 | [ 48 ]            | vermutlich ETA   | autonomistisch, baskisch-nationalistisch, marxistisch-leninistisch                  | Autobombe                | Polizeikaserne             | 0    | 1         | ETA-Konflikt |
| 08. August 2000    | Madrid                 | [ 49 ]            | vermutlich ETA   | autonomistisch, baskisch-nationalistisch, marxistisch-leninistisch                  | Autobombe                | Zivilisten                 | 0    | 11        | ETA-Konflikt |
| 20. August 2000    | Sallent de Gállego     | [ 50 ]            | vermutlich ETA   | autonomistisch, baskisch-nationalistisch, marxistisch-leninistisch                  | Autobombe                | Polizeistreife             | 2    | 0         | ETA-Konflikt |
| 29. September 2000 | Barcelona              | [ 51 ]            | GRAPO            | marxistisch-leninistisch, anti-revisionistisch, republikanisch, antiimperialistisch | Sprengsatz               | Zeitungsbüro               | 0    | 6         |              |
| 22. Oktober 2000   | Vitoria-Gasteiz        | [ 52 ]            | vermutlich ETA   | autonomistisch, baskisch-nationalistisch, marxistisch-leninistisch                  | Autobombe                | Gefängniswärter            | 1    | 0         | ETA-Konflikt |
| 02. November 2000  | Barcelona              | [ 53 ]            | ETA              | autonomistisch, baskisch-nationalistisch, marxistisch-leninistisch                  | Autobombe                | Zivilisten                 | 0    | 2         | ETA-Konflikt |
| 11. November 2000  | Donostia-San Sebastián | [ 54 ]            | ETA              | autonomistisch, baskisch-nationalistisch, marxistisch-leninistisch                  | Granatwerfer             | Polizeikaserne             | 0    | 11        | ETA-Konflikt |
| 17. November 2000  | Madrid                 | [ 55 ]            | vermutlich GRAPO | marxistisch-leninistisch, anti-revisionistisch, republikanisch, antiimperialistisch | Schusswaffe              | Polizist                   | 1    | 0         |              |
| 22. November 2000  | Irun                   | [ 56 ]            | vermutlich ETA   | autonomistisch, baskisch-nationalistisch, marxistisch-leninistisch                  | Granate(n)               | Polizeikaserne             | 0    | 1         | ETA-Konflikt |

## 2001
| Datum/Beginn      | Ort                    | Artikel/Quelle(n) | Täter          | Politische Ausrichtung                                             | Mittel                    | Ziel                                 | Tote | Verletzte | Hintergrund         |
| ----------------- | ---------------------- | ----------------- | -------------- | ------------------------------------------------------------------ | ------------------------- | ------------------------------------ | ---- | --------- | ------------------- |
| 09. März 2001     | Hernani                | [ 57 ]            | ETA            | autonomistisch, baskisch-nationalistisch, marxistisch-leninistisch | Ferngezündete Autobombe   | Polizisten                           | 1    | 1         | Baskischer Konflikt |
| 17. März 2001     | Roses                  | [ 58 ]            | ETA            | autonomistisch, baskisch-nationalistisch, marxistisch-leninistisch | Autobombe                 | Hotel                                | 1    | 3         | Baskischer Konflikt |
| 10. Juni 2001     | Logroño                | [ 59 ]            | vermutlich ETA | autonomistisch, baskisch-nationalistisch, marxistisch-leninistisch | Autobombe                 | Bürogebäude                          | 0    | 2         | Baskischer Konflikt |
| 28. Juni 2001     | Madrid                 | [ 60 ]            | ETA            | autonomistisch, baskisch-nationalistisch, marxistisch-leninistisch | Rucksackbombe auf Fahrrad | Militärpersonal                      | 0    | 16        | Baskischer Konflikt |
| 10. Juli 2001     | Madrid                 | [ 61 ]            | ETA            | autonomistisch, baskisch-nationalistisch, marxistisch-leninistisch | Autobombe                 | Zivilisten                           | 1    | 12        | Baskischer Konflikt |
| 08. August 2001   | Portugalete            | [ 62 ]            |                |                                                                    | Brandbombe                | Polizisten                           | 0    | 2         | Baskischer Konflikt |
| 08. August 2001   | Barcelona              | [ 63 ]            |                |                                                                    | 2 Sprengsätze             | Zivilisten                           | 0    | 1         | Baskischer Konflikt |
| 18. August 2001   | Salou                  | [ 64 ]            | ETA            | autonomistisch, baskisch-nationalistisch, marxistisch-leninistisch | Autobombe                 | Hotel                                | 0    | 13        | Baskischer Konflikt |
| 20. August 2001   | Donostia-San Sebastián | [ 65 ]            | vermutlich ETA | autonomistisch, baskisch-nationalistisch, marxistisch-leninistisch | Sprengfalle               | Zivilisten                           | 1    | 2         | Baskischer Konflikt |
| 31. August 2001   | Bilbao                 | [ 66 ]            |                |                                                                    | Brandbombe                | Gebäude                              | 0    | 1         | Baskischer Konflikt |
| 01. Oktober 2001  | Vitoria-Gasteiz        | [ 67 ]            | vermutlich ETA | autonomistisch, baskisch-nationalistisch, marxistisch-leninistisch | Sprengstoff               | Gerichtsgebäude                      | 0    | 1         | Baskischer Konflikt |
| 12. Oktober 2001  | Madrid                 | [ 68 ]            | vermutlich ETA | autonomistisch, baskisch-nationalistisch, marxistisch-leninistisch | Autobombe                 | Tiefgarage                           | 0    | 14        | Baskischer Konflikt |
| 06. November 2001 | Madrid                 | [ 69 ]            | ETA            | autonomistisch, baskisch-nationalistisch, marxistisch-leninistisch | Autobombe                 | Verkehr, Generalsekretär, Zivilisten | 0    | 95        | Baskischer Konflikt |
| 23. November 2001 | Beasain                | [ 70 ]            | vermutlich ETA | autonomistisch, baskisch-nationalistisch, marxistisch-leninistisch | Schusswaffe(n)            | Verkehrspolizisten                   | 2    | 0         | Baskischer Konflikt |

## 2002
| Datum/Beginn       | Ort                    | Artikel/Quelle(n) | Täter          | Politische Ausrichtung                                             | Mittel       | Ziel                         | Tote | Verletzte | Hintergrund         |
| ------------------ | ---------------------- | ----------------- | -------------- | ------------------------------------------------------------------ | ------------ | ---------------------------- | ---- | --------- | ------------------- |
| 12. Januar 2002    | Bilbao                 | [ 71 ]            | ETA            | autonomistisch, baskisch-nationalistisch, marxistisch-leninistisch | Autobombe    | Zivilisten                   | 0    | 2         | Baskischer Konflikt |
| 01. Mai 2002       | Madrid                 | [ 72 ]            | ETA            | autonomistisch, baskisch-nationalistisch, marxistisch-leninistisch | Autobombe    | Stadion                      | 0    | 17        | Baskischer Konflikt |
| 13. Mai 2002       | Barcelona              | [ 73 ]            |                |                                                                    | Sprengstoff  | Geldautomat                  | 0    | 2         | Baskischer Konflikt |
| 23. Mai 2002       | Pamplona               | [ 74 ]            | ETA            | autonomistisch, baskisch-nationalistisch, marxistisch-leninistisch | Autobombe    | Universität                  | 0    | 2         | Baskischer Konflikt |
| 21. Juni 2002      | Fuengirola             | [ 75 ]            | ETA            | autonomistisch, baskisch-nationalistisch, marxistisch-leninistisch | Autobombe    | Touristen                    | 0    | 3         | Baskischer Konflikt |
| 22. Juni 2002      | Santander              | [ 76 ]            | ETA            | autonomistisch, baskisch-nationalistisch, marxistisch-leninistisch | Sprengstoff  | Regierungsgebäude, Touristen | 0    | 1         | Baskischer Konflikt |
| 22. Juni 2002      | Saragossa              | [ 77 ]            | ETA            | autonomistisch, baskisch-nationalistisch, marxistisch-leninistisch | Autobombe    | Touristen                    | 0    | 3         | Baskischer Konflikt |
| 04. August 2002    | nahe Alicante          | [ 78 ]            | ETA            | autonomistisch, baskisch-nationalistisch, marxistisch-leninistisch | Autobombe    | Polizeikaserne               | 2    | 30        | Baskischer Konflikt |
| 26. August 2002    | Donostia-San Sebastián | [ 79 ]            |                |                                                                    |              | Bus                          | 0    | 1         |                     |
| 24. September 2002 | Baskenland             | [ 80 ]            |                |                                                                    | Sprengfalle  | Polizisten                   | 1    | 1         | Baskischer Konflikt |
| 12. Oktober 2002   | Navarra                | [ 81 ]            | vermutlich ETA | autonomistisch, baskisch-nationalistisch, marxistisch-leninistisch | Granaten     | Polizeikaserne               | 0    | 2         | Baskischer Konflikt |
| 17. Dezember 2002  | Collado Villalba       | [ 82 ]            | ETA            | autonomistisch, baskisch-nationalistisch, marxistisch-leninistisch | Schusswaffen | Polizisten an Kontrollpunkt  | 1    | 2         | Baskischer Konflikt |

## 2003
| Datum/Beginn  | Ort             | Artikel/Quelle(n) | Täter          | Politische Ausrichtung                                             | Mittel      | Ziel                          | Tote | Verletzte | Hintergrund         |
| ------------- | --------------- | ----------------- | -------------- | ------------------------------------------------------------------ | ----------- | ----------------------------- | ---- | --------- | ------------------- |
| 24. Mai 2003  | Valencia        | [ 83 ]            |                |                                                                    | Paketbombe  |                               | 0    | 4         | Baskischer Konflikt |
| 30. Mai 2003  | Sangüesa        | [ 84 ]            | vermutlich ETA | autonomistisch, baskisch-nationalistisch, marxistisch-leninistisch | Sprengsatz  | Polizeifahrzeug               | 2    | 6         | Baskischer Konflikt |
| 22. Juli 2003 |                 | [ 85 ] [ 86 ]     | ETA            | autonomistisch, baskisch-nationalistisch, marxistisch-leninistisch | Sprengsätze | Hotel, Zivilisten, Polizisten | 0    | 13        | Baskischer Konflikt |
| 25. Juli 2003 | Estella-Lizarra | [ 87 ]            |                |                                                                    | Paketbombe  | Gerichtsgebäude               | 0    | 2         | Baskischer Konflikt |

## 2004
| Datum/Beginn      | Ort              | Artikel/Quelle(n)                                       | Täter                                 | Politische Ausrichtung                                             | Mittel                                 | Ziel                          | Tote | Verletzte | Hintergrund         |
| ----------------- | ---------------- | ------------------------------------------------------- | ------------------------------------- | ------------------------------------------------------------------ | -------------------------------------- | ----------------------------- | ---- | --------- | ------------------- |
| 11. März 2004     | Madrid           | Madrider Zuganschläge                                   | vermutlich Abu Hafs al-Masri Brigades | islamistisch                                                       | 10 Sprengsätze                         | Pendlerzüge am Bahnhof Atocha | 191  | 2051      |                     |
| 08. Juni 2004     | Navarra          | [ 94 ]                                                  |                                       |                                                                    | Maschinengewehr(e) (Drive-by-Shooting) | Polizisten                    | 2    | 0         | Baskischer Konflikt |
| 12. August 2004   | Gijón, Santander | [ 95 ] [ 96 ]                                           | ETA                                   | autonomistisch, baskisch-nationalistisch, marxistisch-leninistisch | 2 Sprengsätze                          | Touristen                     | 0    | 2         | Baskischer Konflikt |
| 03. Dezember 2004 | Madrid           | [ 97 ] [ 98 ] [ 99 ] [ 100 ] [ 101 ]                    | ETA                                   | autonomistisch, baskisch-nationalistisch, marxistisch-leninistisch | Sprengsätze                            | Tankstellen                   | 0    | 6         | Baskischer Konflikt |
| 06. Dezember 2004 |                  | [ 102 ] [ 103 ] [ 104 ] [ 105 ] [ 106 ] [ 107 ] [ 108 ] | ETA                                   | autonomistisch, baskisch-nationalistisch, marxistisch-leninistisch | Sprengsätze                            | Lokale, Zivilisten            | 0    | 3         | Baskischer Konflikt |

## 2005
| Datum/Beginn     | Ort       | Artikel/Quelle(n) | Täter                  | Politische Ausrichtung                                             | Mittel     | Ziel           | Tote | Verletzte | Hintergrund         |
| ---------------- | --------- | ----------------- | ---------------------- | ------------------------------------------------------------------ | ---------- | -------------- | ---- | --------- | ------------------- |
| 30. Januar 2005  | Dénia     | [ 109 ]           | ETA                    | autonomistisch, baskisch-nationalistisch, marxistisch-leninistisch | Sprengsatz | Hotel          | 0    | 1         | Baskischer Konflikt |
| 09. Februar 2005 | Madrid    | [ 110 ]           | ETA                    | autonomistisch, baskisch-nationalistisch, marxistisch-leninistisch | Autobombe  | Gewerbegebiet  | 0    | 43        | Baskischer Konflikt |
| 15. Mai 2005     | Bergara   | [ 111 ]           | ETA                    | autonomistisch, baskisch-nationalistisch, marxistisch-leninistisch | Sprengsatz | Chemiefabrik   | 0    | 3         | Baskischer Konflikt |
| 25. Mai 2005     | Madrid    | [ 112 ]           | ETA                    | autonomistisch, baskisch-nationalistisch, marxistisch-leninistisch | Autobombe  | Zivilisten     | 0    | 34        | Baskischer Konflikt |
| 12. Juli 2005    | Barcelona | [ 113 ]           | vermutlich Anarchisten | anarchistisch                                                      | Sprengsatz | Kulturinstitut | 0    | 1         |                     |

## 2006
| Datum/Beginn      | Ort             | Artikel/Quelle(n) | Täter          | Politische Ausrichtung                                             | Mittel        | Ziel                     | Tote | Verletzte | Hintergrund         |
| ----------------- | --------------- | ----------------- | -------------- | ------------------------------------------------------------------ | ------------- | ------------------------ | ---- | --------- | ------------------- |
| 20. Januar 2006   | Bilbao          | [ 114 ]           | vermutlich ETA | autonomistisch, baskisch-nationalistisch, marxistisch-leninistisch | Sprengsatz    | Arbeitsamt               | 0    | 1         | Baskischer Konflikt |
| 25. Februar 2006  | Vitoria-Gasteiz | [ 115 ]           | vermutlich ETA | autonomistisch, baskisch-nationalistisch, marxistisch-leninistisch | Sprengsatz    | Bankgebäude              | 0    | 2         | Baskischer Konflikt |
| 27. Februar 2006  | Mungia          | [ 116 ]           | vermutlich ETA | autonomistisch, baskisch-nationalistisch, marxistisch-leninistisch | Sprengsatz    | Polizisten               | 0    | 2         | Baskischer Konflikt |
| 27. Februar 2006  | Mungia          | [ 117 ]           | vermutlich ETA | autonomistisch, baskisch-nationalistisch, marxistisch-leninistisch | Paketbombe    | Gerichtsgebäude          | 0    | 1         | Baskischer Konflikt |
| 22. April 2006    | Barañáin        | [ 118 ]           | vermutlich ETA | autonomistisch, baskisch-nationalistisch, marxistisch-leninistisch | Brandstiftung | Baumarkt                 | 0    | 4         | Baskischer Konflikt |
| 30. Dezember 2006 | Madrid          | [ 119 ] [ 120 ]   | ETA            | autonomistisch, baskisch-nationalistisch                           | Autobombe     | Flughafen Madrid-Barajas | 2    | 26        | Baskischer Konflikt |

## 2007
| Datum/Beginn     | Ort     | Artikel/Quelle(n) | Täter              | Politische Ausrichtung                                             | Mittel      | Ziel                   | Tote | Verletzte | Hintergrund         |
| ---------------- | ------- | ----------------- | ------------------ | ------------------------------------------------------------------ | ----------- | ---------------------- | ---- | --------- | ------------------- |
| 15. Mai 2007     | Lugo    | [ 121 ]           | Resistência Galega | autonomistisch-galicisch                                           | Sprengstoff | Industriepark, Gebäude | 0    | 0         |                     |
| 24. August 2007  | Durango | [ 122 ]           | vermutlich ETA     | autonomistisch, baskisch-nationalistisch, marxistisch-leninistisch | Autobombe   | Polizeikaserne         | 0    | 2         | Baskischer Konflikt |
| 09. Oktober 2007 | Bilbao  | [ 123 ]           | vermutlich ETA     | autonomistisch, baskisch-nationalistisch, marxistisch-leninistisch | Autobombe   | Zivilisten             | 0    | 3         | Baskischer Konflikt |

## 2008
| Datum/Beginn       | Ort       | Artikel/Quelle(n) | Täter          | Politische Ausrichtung                                             | Mittel         | Ziel                     | Tote | Verletzte | Hintergrund         |
| ------------------ | --------- | ----------------- | -------------- | ------------------------------------------------------------------ | -------------- | ------------------------ | ---- | --------- | ------------------- |
| 21. März 2008      | Calahorra | [ 124 ]           | ETA            | autonomistisch, baskisch-nationalistisch, marxistisch-leninistisch | Autobombe      | Polizeistation           | 0    | 1         | Baskischer Konflikt |
| 17. April 2008     | Bilbao    | [ 125 ]           | ETA            | autonomistisch, baskisch-nationalistisch, marxistisch-leninistisch | Sprengsatz     | Parteibüro               | 0    | 7         | Baskischer Konflikt |
| 14. Mai 2008       | Legutio   | [ 126 ]           | vermutlich ETA | autonomistisch, baskisch-nationalistisch, marxistisch-leninistisch | Autobombe      | Polizeikaserne           | 1    | 4         | Baskischer Konflikt |
| 20. Juli 2008      | Noja      | [ 127 ]           | ETA            | autonomistisch, baskisch-nationalistisch, marxistisch-leninistisch | Sprengsatz     | Golfplatz                | 0    | 1         | Baskischer Konflikt |
| 21. September 2008 | Ondarroa  | [ 128 ] [ 129 ]   | vermutlich ETA | autonomistisch, baskisch-nationalistisch, marxistisch-leninistisch | 2 Autobomben   | Polizeistation           | 0    | 21        | Baskischer Konflikt |
| 22. September 2008 | Santoña   | [ 130 ]           | ETA            | autonomistisch, baskisch-nationalistisch, marxistisch-leninistisch | Autobombe      | Militärakademie          | 1    | 6         | Baskischer Konflikt |
| 30. Oktober 2008   | Pamplona  | [ 131 ]           | ETA            | autonomistisch, baskisch-nationalistisch, marxistisch-leninistisch | Autobombe      | Universität              | 0    | 17        | Baskischer Konflikt |
| 03. Dezember 2008  | Azpeitia  | [ 132 ]           | ETA            | autonomistisch, baskisch-nationalistisch, marxistisch-leninistisch | Schusswaffe(n) | Geschäftsmann            | 1    | 0         | Baskischer Konflikt |
| 31. Dezember 2008  | Bilbao    | [ 133 ]           | ETA            | autonomistisch, baskisch-nationalistisch, marxistisch-leninistisch | Autobombe      | Radio- und Fernsehsender | 0    | 1         | Baskischer Konflikt |

## 2009
| Datum/Beginn    | Ort         | Artikel/Quelle(n) | Täter          | Politische Ausrichtung                                             | Mittel      | Ziel            | Tote | Verletzte | Hintergrund         |
| --------------- | ----------- | ----------------- | -------------- | ------------------------------------------------------------------ | ----------- | --------------- | ---- | --------- | ------------------- |
| 29. Juli 2009   | Burgos      | [ 134 ]           | vermutlich ETA | autonomistisch, baskisch-nationalistisch, marxistisch-leninistisch | Autobombe   | Polizeikaserne  | 0    | 46        | Baskischer Konflikt |
| 30. Juli 2009   | nahe Calvià | [ 135 ]           | ETA            | autonomistisch, baskisch-nationalistisch, marxistisch-leninistisch | Sprengfalle | Polizeifahrzeug | 2    | 0         | Baskischer Konflikt |
| 09. August 2009 | Palma       | [ 136 ]           | ETA            | autonomistisch, baskisch-nationalistisch, marxistisch-leninistisch | Sprengsatz  | Restaurant      | 0    | 2         | Baskischer Konflikt |

## 2016
| Datum/Beginn     | Ort     | Artikel/Quelle(n) | Täter | Politische Ausrichtung                                             | Mittel             | Ziel       | Tote | Verletzte | Hintergrund         |
| ---------------- | ------- | ----------------- | ----- | ------------------------------------------------------------------ | ------------------ | ---------- | ---- | --------- | ------------------- |
| 15. Oktober 2016 | Navarra | [ 137 ]           | ETA   | autonomistisch, baskisch-nationalistisch, marxistisch-leninistisch | Körperliche Gewalt | Polizisten | 0    | 4         | Baskischer Konflikt |

## 2017
| Datum/Beginn    | Ort                 | Artikel/Quelle(n)                              | Täter | Politische Ausrichtung | Mittel                | Ziel            | Tote    | Verletzte | Hintergrund |
| --------------- | ------------------- | ---------------------------------------------- | --- | ---------------------- | --------------------- | --------------- | ------- | --------- | ----------- |
| 25. Juli 2017   | Melilla             | [ 138 ]                                        | |                        | Messer                | Grenzpolizisten | 0       | 1         |             |
| 17. August 2017 | Barcelona, Cambrils | Terroranschlag in Barcelona am 17. August 2017 | Younes Abouyaaqoub, Moussa Oukabir, Said Aallaa, Mohamed Hychami, Omar Hychami, Houssaine Abouyaaqoub, Abdelbaki Es Satty, Youssef Aalla | islamistisch           | Stichwaffe, Fahrzeuge | Zivilisten      | 16 (+6) | 137       |             |